# Lleida-Pirineus
Lleida-Pirineus – stacja kolejowa w Lleida, we wspólnocie autonomicznej Katalonia, w prowincji Lledia, w Hiszpanii, położona na trasie szybkiej kolei Madryt - Barcelona. Pierwsze pociągi pojawiły się tu w 1860 roku, zanim jeszcze został zbudowany dworzec kolejowy. Stacja swą nazwę Pirineus bierze od znajdujących się tu w pobliżu gór Pirenejów. Znajdują się dwa typy torów: rozstaw szerokotorowy (iberyjski) – 1668 mm oraz standardowy - 1435 mm, dla pociągów dużych prędkości.